# Prienai
Prienai est une ville de l'apskritis de Kaunas, chef-lieu de la municipalité du district de Prienai, en Lituanie.

## Histoire
En août 1941, 1 078 Juifs de la ville et des villages voisins sont assassinés dans une exécution de masse. L'Einsatzgruppen coupable de ce crime est composé d'allemands du Rollkommando Hamann et de policiers lituaniens nazis.

## Jumelage
La ville fait partie du douzelage depuis 2008.

## Sports
- Basket-ball: BC Prienai